# Vesela Balka, Rozdilna
Vesela Balka (în ucraineană Весела Балка) este un sat în comuna Zatîșșea din raionul Rozdilna, regiunea Odesa, Ucraina.

## Demografie
Componența lingvistică a localității Vesela Balka
     Ucraineană (98,32%)
     Română (1,68%)
Conform recensământului din 2001, majoritatea populației localității Vesela Balka era vorbitoare de ucraineană (98,32%), existând în minoritate și vorbitori de română (1,68%).